# Römisch-katholische Kirche in Ghana
Die römisch-katholische Kirche in Ghana ist Teil der weltweiten römisch-katholischen Kirche. 

## Organisation

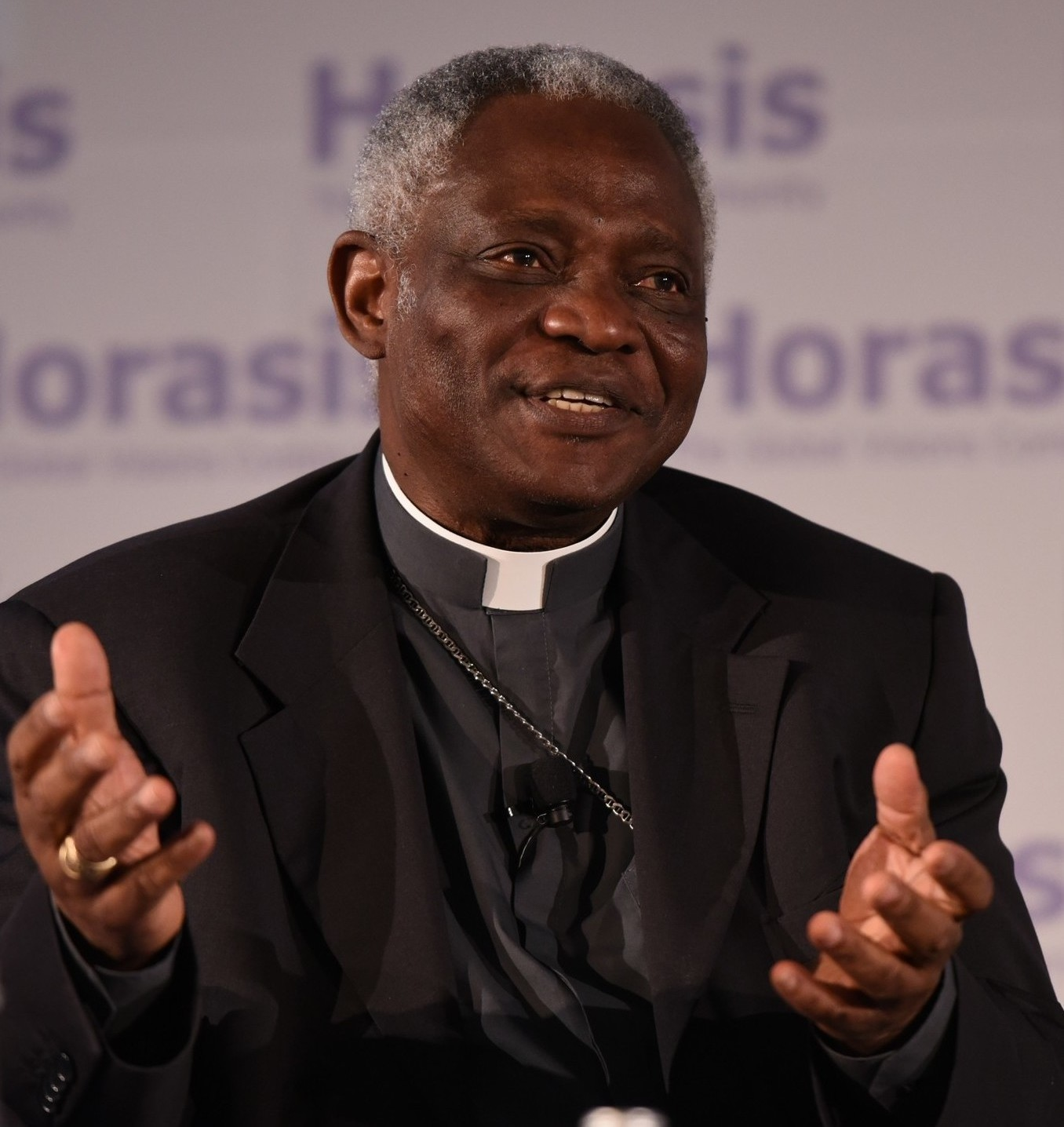
Kardinal Peter Turkson (2017)

12,93 % der Ghanaer sind Katholiken. Das größte Bistum, Kumasi, zählt 374.000 Katholiken. Ihm folgen das Bistum Sekondi-Takoradi mit 332.732 und das Erzbistum Cape Coast mit 305.812 Katholiken.
Peter Kardinal Turkson, Erzbischof von Cape Coast, wurde 2003 durch Papst Johannes Paul II. zum ersten ghanaischen Kardinal ernannt. Papst Johannes Paul II. besuchte 1980 Ghana.
Apostolischer Nuntius in Ghana ist seit Juni 2024 Erzbischof Julien Kaboré.
Die römisch-katholische Kirche in Ghana ist in vier Erzbistümer und 15 dazugehörende Suffraganbistümer sowie ein Apostolisches Vikariat gegliedert.

## Bistümer in Ghana
- Erzbistum Accra
  - Bistum Ho
  - Bistum Jasikan
  - Bistum Keta-Akatsi
  - Bistum Koforidua
- Erzbistum Cape Coast
  - Bistum Sekondi-Takoradi
  - Bistum Wiawso
- Erzbistum Kumasi
  - Bistum Goaso
  - Bistum Konongo-Mampong
  - Bistum Obuasi
  - Bistum Sunyani
  - Bistum Techiman
- Erzbistum Tamale
  - Bistum Damongo
  - Bistum Navrongo-Bolgatanga
  - Bistum Wa
  - Bistum Yendi
- Immediat:
  - Apostolisches Vikariat Donkorkrom